# Dmitrij Kugryszew
Dmitrij Dmitrijewicz Kugryszew, ros. Дмитрий Дмитриевич Кугрышев (ur. 18 stycznia 1990 w Bałakowie) – rosyjski hokeista.

## Kariera
- CSKA 2 Moskwa (2005-2008)
- Quebec Remparts (2008-2010)
- Hershey Bears (2010-2011)
  -  South Carolina Stingrays (2011)
- CSKA Moskwa (2011-2013)
  -  Krasnaja Armija Moskwa (2012)
- Sibir Nowosybirsk (2013-2015)
- CSKA Moskwa (2015-2017)
- Awangard Omsk (2017-2018)
- Saławat Jułajew Ufa (2018-2021)
- Spartak Moskwa (2021-2023)
- Łada Togliatti (2023-)

Wychowanek Romantika Bałakowo. W latach 2005–2008 i 2011-2013 zawodnik CSKA Moskwa. Od maja 2013 zawodnik Sibiru Nowosybirsk. W maju 2015 portal R-Sport poinformował, że Kugryszew został zawodnikiem SKA (związany dwuletnim kontraktem), co nie zostało potwierdzone. Od maja 2015 ponownie zawodnik CSKA. Od maja 2017 zawodnik Awangardu Omsk. Od maja 2017 zawodnik Saławatu Jułajew Ufa. Z końcem kwietnia 2021 odszedł z klubu. Od lipca 2021 zawodnik Spartaka Moskwa. W czerwcu 2023 został ogłoszony zawodnikiem Łady Togliatti.

## Sukcesy
Reprezentacyjne
- Złoty medal mistrzostw świata juniorów do lat 18: 2007
- Srebrny medal mistrzostw świata juniorów do lat 18: 2008
- Brązowy medal mistrzostw świata juniorów do lat 20: 2008, 2009

Klubowe
- Srebrny medal MHL: 2012 z Krasnaja Armija Moskwa
- Mistrzostwo Dywizji Tarasowa w KHL: 2013 z CSKA Moskwa
- Mistrzostwo Dywizji Czernyszowa w KHL: 2015 z Sibirem Nowosybirsk[9]

Indywidualne
- QMJHL 2008/2009:
  - Skład gwiazd pierwszoroczniaków QMJHL
- QMJHL i CHL 2011/2012:
  - Pierwsze miejsce w klasyfikacji strzelców wśród pierwszoroczniaków w LHJMQ: 34 gole
  - Pierwsze miejsce w klasyfikacji kanadyjskiej wśród pierwszoroczniaków w LHJMQ: 74 punkty
  - Skład gwiazd pierwszoroczniaków QMJHL
  - Skład gwiazd pierwszoroczniaków CHL
  - Michel Bergeron Trophy - nagroda dla najlepszego ofensywnego pierwszoroczniaka sezonu QMJHL
- KHL (2014/2015):
  - Najlepszy napastnik miesiąca - grudzień 2014[10]